# Middenstandspost
De Middenstandspost was een Belgisch Nederlandstalig ledenblad uitgegeven door de middenstandsvereniging CLBM.

## Historie
Van 1919 tot 1925 werd het ledenblad uitgegeven onder de naam De Middenstand. Vervolgens werd het in 1926 omgevormd tot de Mechelsche Post. In 1928 volgde een nieuwe naamswijziging, ditmaal in Middenstandspost. In 1940 werd de publicatie van het tijdschrift stopgezet.